# Frasses, Fribourg
Frasses är en ort och tidigare kommun i distriktet Broye i kantonen Fribourg, Schweiz.
1 januari 2004 slogs Frasses ihop med Aumont, Granges-de-Vesin och Montet till den nya kommunen Les Montets.